# Evan Bruinsma
Evan John Bruinsma (New Era, Míchigan, 9 de septiembre de 1992) es un baloncestista estadounidense que pertenece a la plantilla del Büyükçekmece Basketbol de la BSL turca. Con 2,02 metros de estatura, juega en la posición de ala-pívot.

## Trayectoria deportiva

### Universidad
Jugó cuatro temporadas con los Titans de la Universidad de Detroit Mercy, en las que promedió 5,9 puntos y 4,0 rebotes por partido.

### Profesional
Tras no ser elegido en el Draft de la NBA de 2014, fichó por el BBC Amicale de la Total League de Luxemburgo, donde únicamente disputó 9 partidos, en los que promedió 21,0 puntos y 11,2 rebotes. En el mes de diciembre de 2015 firmó con el Tuři Svitavy de la NBL checa, donde acabó la temporada promediando 16,9 puntos y 7,5 rebotes por partido.
En agosto de 2016 fichó por el equipo búlgaro del BC Rilski Sportist. Allí jugó una temporada en la que promedió 15,6 puntos y 8,0 rebotes por partido.
En julio de 2017 fichó por el Donar Groningen de la FEB Eredivisie holandesa, equipo al que ayudó a ganar liga y copa promediando 12,6 puntos y 6,3 rebotes por partido.
En julio de 2018 cambió de liga al fichar por el Falco KC Szombathely de la NB I/A húngara.
El 7 de agosto de 2021, firma por el Büyükçekmece Basketbol de la Türkiye Basketbol 1. Ligi.
El 2 de junio de 2022 fichó por el Manisa BB de la Basketbol Süper Ligi turca.
El 20 de junio de 2023 regresó ONVO Büyükçekmece para una segunda etapa en el club turco.